# 2007年のNFLドラフト
2007年のNFLドラフトは72回目のNFLドラフト。2007年4月28日から29日までの2日間ニューヨークのラジオシティ・ミュージックホールで開催された。
ドラフト指名順は、2006年のレギュラーシーズンの成績が悪かったチームから完全ウェーバー制で行われ、オークランド・レイダースは全体1位でLSUのQBジャマーカス・ラッセルを指名した。デトロイト・ライオンズは全体2位でカルビン・ジョンソンを指名した。
ドラフトでの上位指名が期待されてイベントにも招待されていたブレイディ・クインは全体22位でクリーブランド・ブラウンズに指名された。
全体1位で指名されたジャマーカス・ラッセルは後にライアン・リーフに代わりドラフトで最も期待外れの選手として名前が挙がるようになる。一方全体2位で指名されたカルビン・ジョンソンは現役引退後、プロフットボール殿堂入りを果たした。
全米ではNFLネットワークとESPNによって放送された。

## 指名選手
指名された255人のポジションごとの人数は次のとおりである。
- 34 ワイドレシーバー
- 33 ラインバッカー
- 30 コーナーバック
- 25 ディフェンシブエンド
- 22 オフェンシブタックル
- 20 セイフティ
- 18 ディフェンシブタックル
- 18 ランニングバック
- 13 タイトエンド
- 12 オフェンシブガード
- 11 クォーターバック
- 7 センター
- 6 フルバック
- 3 プレースキッカー
- 3 パンター

指名順位の数字の後の*は、FAで失った選手に対して自動的に計算し与えられる32の補償ドラフトを示す。

### 1巡指名選手
| 指名順位 | チーム                             | 選手名                     | ポジション | 出身大学               |
| 1        | オークランド・レイダース           | ジャマーカス・ラッセル     | QB         | LSU                    |
| 2        | デトロイト・ライオンズ             | カルビン・ジョンソン       | WR         | ジョージア工科大学     |
| 3        | クリーブランド・ブラウンズ         | ジョー・トーマス           | OT         | ウィスコンシン大学     |
| 4        | タンパベイ・バッカニアーズ         | ゲインズ・アダムス         | DE         | クレムソン大学         |
| 5        | アリゾナ・カージナルス             | リーバイ・ブラウン         | OT         | ペンシルベニア州立大学 |
| 6        | ワシントン・レッドスキンズ         | ラロン・ランドリー         | S          | LSU                    |
| 7        | ミネソタ・バイキングス             | エイドリアン・ピーターソン | RB         | オクラホマ大学         |
| 8        | アトランタ・ファルコンズ           | ジャマール・アンダーソン   | DE         | アーカンソー大学       |
| 9        | マイアミ・ドルフィンズ             | テッド・ジン・ジュニア     | WR         | オハイオ州立大学       |
| 10       | ヒューストン・テキサンズ           | アモビ・オコイエ           | DT         | ルイビル大学           |
| 11       | サンフランシスコ・49ers            | パトリック・ウィリス       | LB         | ミシシッピ大学         |
| 12       | バッファロー・ビルズ               | マーショーン・リンチ       | RB         | カリフォルニア大学     |
| 13       | セントルイス・ラムズ               | アダム・キャリカー         | DE         | ネブラスカ大学         |
| 14       | ニューヨーク・ジェッツ             | ダレル・リーヴィス         | CB         | ピッツバーグ大学       |
| 15       | ピッツバーグ・スティーラーズ       | ローレンス・ティモンズ     | LB         | フロリダ州立大学       |
| 16       | グリーンベイ・パッカーズ           | ジャスティン・ハレル       | DT         | テネシー大学           |
| 17       | デンバー・ブロンコス               | ジャービス・モス           | DE         | フロリダ大学           |
| 18       | シンシナティ・ベンガルズ           | レオン・ホール             | CB         | ミシガン大学           |
| 19       | テネシー・タイタンズ               | マイケル・グリフィン       | S          | テキサス大学           |
| 20       | ニューヨーク・ジャイアンツ         | アーロン・ロス             | CB         | テキサス大学           |
| 21       | ジャクソンビル・ジャガーズ         | レジー・ネルソン           | S          | フロリダ大学           |
| 22       | クリーブランド・ブラウンズ         | ブレイディ・クイン         | QB         | ノートルダム大学       |
| 23       | カンザスシティ・チーフス           | ドウェイン・ボウ           | WR         | LSU                    |
| 24       | ニューイングランド・ペイトリオッツ | ブランドン・メリウェザー   | S          | マイアミ大学           |
| 25       | カロライナ・パンサーズ             | ジョン・ビーソン           | LB         | マイアミ大学           |
| 26       | ダラス・カウボーイズ               | アンソニー・スペンサー     | LB         | パデュー大学           |
| 27       | ニューオーリンズ・セインツ         | ロバート・ミーチャム       | WR         | テネシー大学           |
| 28       | サンフランシスコ・49ers            | ジョー・ステイリー         | OT         | 中央ミシガン大学       |
| 29       | ボルチモア・レイブンズ             | ベン・グラブス             | OG         | オーバーン大学         |
| 30       | サンディエゴ・チャージャーズ       | クレイグ・デービス         | WR         | テネシー大学           |
| 31       | シカゴ・ベアーズ                   | グレッグ・オルセン         | TE         | マイアミ大学           |
| 32       | インディアナポリス・コルツ         | アンソニー・ゴンザレス     | WR         | オハイオ州立大学       |

### 2巡指名選手
| 指名順位 | チーム                       | 選手名                       | ポジション | 出身大学               |
| 33       | アリゾナ・カージナルス       | アラン・ブランチ             | DT         | ミシガン大学           |
| 34       | バッファロー・ビルズ         | ポール・ポズラスニー         | LB         | ペンシルベニア州立大学 |
| 35       | タンパベイ・バッカニアーズ   | アロン・シアーズ             | OG         | テネシー大学           |
| 36       | フィラデルフィア・イーグルス | ケビン・コルブ               | QB         | ヒューストン大学       |
| 37       | サンディエゴ・チャージャーズ | エリック・ウェドル           | S          | ユタ大学               |
| 38       | オークランド・レイダース     | ザック・ミラー               | TE         | アリゾナ州立大学       |
| 39       | アトランタ・ファルコンズ     | ジャスティン・ブラロック     | OG         | テキサス大学           |
| 40       | マイアミ・ドルフィンズ       | ジョン・ベック               | QB         | ブリガムヤング大学     |
| 41       | アトランタ・ファルコンズ     | クリス・ヒューストン         | CB         | アーカンソー大学       |
| 42       | インディアナポリス・コルツ   | トニー・ウゴー               | OT         | アーカンソー大学       |
| 43       | デトロイト・ライオンズ       | ドリュー・スタントン         | QB         | ミシガン州立大学       |
| 44       | ミネソタ・バイキングス       | シドニー・ライス             | WR         | サウスカロライナ大学   |
| 45       | カロライナ・パンサーズ       | ドウェイン・ジャレット       | WR         | USC                    |
| 46       | ピッツバーグ・スティーラーズ | ラマー・ウッドリー           | DE         | ミシガン大学           |
| 47       | ニューヨーク・ジェッツ       | デビッド・ハリス             | LB         | ミシガン大学           |
| 48       | ジャクソンビル・ジャガーズ   | ジャスティン・デュラント     | LB         | ハンプトン大学         |
| 49       | シンシナティ・ベンガルズ     | ケニー・アイアンズ           | RB         | オーバーン大学         |
| 50       | テネシー・タイタンズ         | クリス・ヘンリー             | RB         | アリゾナ大学           |
| 51       | ニューヨーク・ジャイアンツ   | スティーブ・スミス           | WR         | USC                    |
| 52       | セントルイス・ラムズ         | ブライアン・レナード         | RB         | ラトガース大学         |
| 53       | クリーブランド・ブラウンズ   | エリック・ライト             | CB         | ネバダ大学ラスベガス校 |
| 54       | カンザスシティ・チーフス     | ターク・マクブライド         | DE         | テネシー大学           |
| 55       | シアトル・シーホークス       | ジョシュ・ウィルソン         | CB         | メリーランド大学       |
| 56       | デンバー・ブロンコス         | ティム・クラウダー           | DE         | テキサス大学           |
| 57       | フィラデルフィア・イーグルス | ヴィクター・アビアミリ       | DE         | ノートルダム大学       |
| 58       | デトロイト・ライオンズ       | イカイア・アラマ＝フランシス | DE         | ハワイ大学             |
| 59       | カロライナ・パンサーズ       | ライアン・カリル             | C          | USC                    |
| 60       | マイアミ・ドルフィンズ       | サムソン・サテレ             | C          | ハワイ大学             |
| 61       | デトロイト・ライオンズ       | ジェラルド・アレクサンダー   | S          | ボイシ州立大学         |
| 62       | シカゴ・ベアーズ             | ダン・バザイン               | DE         | セントラルミシガン大学 |
| 63       | グリーンベイ・パッカーズ     | ブランドン・ジャクソン       | RB         | ネブラスカ大学         |
| 64       | タンパベイ・バッカニアーズ   | サビー・ピスシテリ           | S          | オレゴン州立大学       |

### 3巡指名選手
| 指名順位 | チーム                       | 選手名                                        | ポジション                                    | 出身大学                                      |
| 65       | オークランド・レイダース     | クエンティン・モーゼス                        | DE                                            | ジョージア大学                                |
| 66       | ニューオーリンズ・セインツ   | ウサマ・ヤング                                | CB                                            | ケント州立大学                                |
| 67       | ダラス・カウボーイズ         | ジェームズ・マーテン                          | OT                                            | ボストンカレッジ                              |
| 68       | タンパベイ・バッカニアーズ   | クインシー・ブラック                          | LB                                            | ニューメキシコ大学                            |
| 69       | アリゾナ・カージナルス       | バスター・デービス                            | LB                                            | フロリダ州立大学                              |
| 70       | デンバー・ブロンコス         | ライアン・ハリス                              | OT                                            | ノートルダム大学                              |
| 71       | マイアミ・ドルフィンズ       | ロレンゾ・ブッカー                            | RB                                            | フロリダ州立大学                              |
| 72       | ミネソタ・バイキングス       | マーカス・マコーリー                          | CB                                            | フレズノ州立大学                              |
| 73       | ヒューストン・テキサンズ     | ジャコビー・ジョーンズ                        | WR                                            | レーンカレッジ                                |
| 74       | ボルチモア・レイブンズ       | ヤモン・フィガース                            | WR                                            | カンザス州立大学                              |
| 75       | アトランタ・ファルコンズ     | ローレント・ロビンソン                        | WR                                            | イリノイ州立大学                              |
| 76       | サンフランシスコ・49ers      | ジェイソン・ヒル                              | WR                                            | ワシントン州立大学                            |
| 77       | ピッツバーグ・スティーラーズ | マット・スペース                              | TE                                            | ミネソタ大学                                  |
| 78       | グリーンベイ・パッカーズ     | ジェームズ・ジョーンズ                        | WR                                            | サンノゼ州立大学                              |
| 79       | ジャクソンビル・ジャガーズ   | マイク・シムズ＝ウォーカー                    | WR                                            | セントラルフロリダ大学                        |
| 80       | テネシー・タイタンズ         | ポール・ウィリアムズ                          | WR                                            | フレズノ州立大学                              |
|          | シンシナティ・ベンガルズ     | 前年の追加ドラフトの指名で3巡指名権を失った。 | 前年の追加ドラフトの指名で3巡指名権を失った。 | 前年の追加ドラフトの指名で3巡指名権を失った。 |
| 81       | ニューヨーク・ジャイアンツ   | ジェイ・アルフォード                          | DT                                            | ペンシルベニア州立大学                        |
| 82       | カンザスシティ・チーフス     | デマーカス・タイラー                          | DT                                            | ノースカロライナ州立大学                      |
| 83       | カロライナ・パンサーズ       | チャールズ・ジョンソン                        | DE                                            | ジョージア大学                                |
| 84       | セントルイス・ラムズ         | ジョナサン・ウェイド                          | CB                                            | テネシー大学                                  |
| 85       | シアトル・シーホークス       | ブランドン・メベイン                          | DT                                            | カリフォルニア大学                            |
| 86       | ボルチモア・レイブンズ       | マーシャル・ヤンダ                            | OT                                            | アイオワ大学                                  |
| 87       | フィラデルフィア・イーグルス | スチュワート・ブラッドリー                    | LB                                            | ネブラスカ大学                                |
| 88       | ニューオーリンズ・セインツ   | アンディ・アレマン                            | OG                                            | アクロン大学                                  |
| 89       | グリーンベイ・パッカーズ     | アーロン・ラウス                              | S                                             | バージニア工科大学                            |
| 90       | フィラデルフィア・イーグルス | トニー・ハント                                | RB                                            | ペンシルベニア州立大学                        |
| 91       | オークランド・レイダース     | マリオ・ヘンダーソン                          | OT                                            | フロリダ州立大学                              |
| 92       | バッファロー・ビルズ         | トレント・エドワーズ                          | QB                                            | スタンフォード大学                            |
| 93       | シカゴ・ベアーズ             | ギャレット・ウルフ                            | RB                                            | 北イリノイ大学                                |
| 94       | シカゴ・ベアーズ             | マイケル・オクウォ                            | LB                                            | スタンフォード大学                            |
| 95       | インディアナポリス・コルツ   | ダンテ・ヒューズ                              | CB                                            | カリフォルニア大学                            |
| 96*      | サンディエゴ・チャージャーズ | アンソニー・ウォータース                      | LB                                            | クレムソン大学                                |
| 97*      | サンフランシスコ・49ers      | レイ・マクドナルド                            | DE                                            | フロリダ大学                                  |
| 98*      | インディアナポリス・コルツ   | クイン・ピトコック                            | DT                                            | オハイオ州立大学                              |
| 99*      | オークランド・レイダース     | ジョニー・リー・ヒギンズ                      | WR                                            | テキサス大学エルパソ校                        |

### 4巡指名選手
| 指名順位 | チーム                             | 選手名                   | ポジション | 出身大学                 |
| 100      | オークランド・レイダース           | マイケル・ブッシュ       | RB         | ルイビル大学             |
| 101      | ジャクソンビル・ジャガーズ         | アダム・ポドレシュ       | P          | メリーランド大学         |
| 102      | ミネソタ・バイキングス             | ブライアン・ロビソン     | DE         | テキサス大学             |
| 103      | ダラス・カウボーイズ               | アイザイア・スタンバック | QB         | ワシントン大学           |
| 104      | サンフランシスコ・49ers            | ジェイ・ムーア           | DE         | ネブラスカ大学           |
| 105      | デトロイト・ライオンズ             | A・J・デービス           | CB         | ノースカロライナ州立大学 |
| 106      | タンパベイ・バッカニアーズ         | タナード・ジャクソン     | S          | シラキュース大学         |
| 107      | ニューオーリンズ・セインツ         | アントニオ・ピットマン   | RB         | オハイオ州立大学         |
| 108      | マイアミ・ドルフィンズ             | ポール・ソリアイ         | DT         | ユタ大学                 |
| 109      | アトランタ・ファルコンズ           | スティーブン・ニコラス   | LB         | サウスフロリダ大学       |
| 110      | オークランド・レイダース           | ジョン・ブーイ           | CB         | シンシナティ大学         |
| 111      | バッファロー・ビルズ               | ドウェイン・ライト       | RB         | フレズノ州立大学         |
| 112      | ピッツバーグ・スティーラーズ       | ダニエル・セプルベダ     | P          | ベイラー大学             |
| 113      | ジャクソンビル・ジャガーズ         | ブライアン・スミス       | LB         | ミズーリ大学             |
| 114      | シンシナティ・ベンガルズ           | マービン・ホワイト       | S          | TCU                      |
| 115      | テネシー・タイタンズ               | リロイ・ハリス           | C          | ノースカロライナ州立大学 |
| 116      | ニューヨーク・ジャイアンツ         | ザック・デオシー         | LB         | ブラウン大学             |
| 117      | デトロイト・ライオンズ             | マヌエル・ラミリース     | OG         | テキサス工科大学         |
| 118      | カロライナ・パンサーズ             | ライン・ロビンソン       | WR         | マイアミ大学             |
| 119      | グリーンベイ・パッカーズ           | アラン・バーブレ         | OT         | ミズーリサザン大学       |
| 120      | シアトル・シーホークス             | バラカ・アトキンス       | DE         | マイアミ大学             |
| 121      | デンバー・ブロンコス               | マーカス・トーマス       | DT         | フロリダ大学             |
| 122      | ダラス・カウボーイズ               | ダグ・フリー             | OT         | 北イリノイ大学           |
| 123      | ヒューストン・テキサンズ           | フレッド・ベネット       | CB         | サウスカロライナ大学     |
| 124      | シアトル・シーホークス             | マンスフィールド・ロット | OG         | ジョージア工科大学       |
| 125      | ニューオーリンズ・セインツ         | ジャーモン・ブシュロッド | OT         | タウソン大学             |
| 126      | サンフランシスコ・49ers            | デイション・ゴールドソン | S          | ワシントン大学           |
| 127      | ニューイングランド・ペイトリオッツ | カリーム・ブラウン       | DT         | マイアミ大学             |
| 128      | テネシー・タイタンズ               | クリス・デービス         | WR         | フロリダ州立大学         |
| 129      | サンディエゴ・チャージャーズ       | スコット・チャンドラー   | TE         | アイオワ大学             |
| 130      | シカゴ・ベアーズ                   | ジョシュ・ビークマン     | OG         | ボストンカレッジ         |
| 131      | インディアナポリス・コルツ         | ブラノン・コンドレン     | S          | トロイ大学               |
| 132*     | ピッツバーグ・スティーラーズ       | ライアン・マクビーン     | DT         | オクラホマ州立大学       |
| 133*     | アトランタ・ファルコンズ           | マートレス・ミルナー     | TE         | ジョージア大学           |
| 134*     | ボルチモア・レイブンズ             | アントワン・バーンズ     | LB         | フロリダ国際大学         |
| 135*     | サンフランシスコ・49ers            | ジョー・コーエン         | DE         | フロリダ大学             |
| 136*     | インディアナポリス・コルツ         | クリント・セッション     | LB         | ピッツバーグ大学         |
| 137*     | ボルチモア・レイブンズ             | ルロン・マクレイン       | FB         | アラバマ大学             |

### 5巡指名選手
| 指名順位 | チーム                             | 選手名                       | ポジション | 出身大学                       |
| 138      | オークランド・レイダース           | ジェイ・リチャードソン       | DE         | オハイオ州立大学               |
| 139      | セントルイス・ラムズ               | ダスティン・フライ           | C          | クレムソン大学                 |
| 140      | クリーブランド・ブラウンズ         | ブランドン・マクドナルド     | CB         | メンフィス大学                 |
| 141      | タンパベイ・バッカニアーズ         | グレッグ・ピーターソン       | DE         | ノースカロライナセントラル大学 |
| 142      | アリゾナ・カージナルス             | スティーブ・ブレストン       | WR         | ミシガン大学                   |
| 143      | ワシントン・レッドスキンズ         | ダラス・サーツ               | LB         | USC                            |
| 144      | ヒューストン・テキサンズ           | ブランドン・ハリソン         | S          | スタンフォード大学             |
| 145      | ニューオーリンズ・セインツ         | デビッド・ジョーンズ         | CB         | ウィンゲート大学               |
| 146      | ミネソタ・バイキングス             | アウンドレー・アリソン       | WR         | 東カロライナ大学               |
| 147      | サンフランシスコ・49ers            | タレル・ブラウン             | CB         | テキサス大学                   |
| 148      | カンザスシティ・チーフス           | コルビー・スミス             | RB         | ルイビル大学                   |
| 149      | ジャクソンビル・ジャガーズ         | ウチェ・ンワネリ             | OG         | パデュー大学                   |
| 150      | ジャクソンビル・ジャガーズ         | ジョシュ・ガティス           | S          | ウェイクフォレスト大学         |
| 151      | シンシナティ・ベンガルズ           | ジェフ・ロウ                 | QB         | ネバダ大学リノ校               |
| 152      | テネシー・タイタンズ               | アントニオ・ジョンソン       | DT         | ミシシッピ州立大学             |
| 153      | ニューヨーク・ジャイアンツ         | ケビン・ボス                 | TE         | 西オレゴン大学                 |
| 154      | セントルイス・ラムズ               | クリフトン・ライアン         | DT         | ミシガン州立大学               |
| 155      | カロライナ・パンサーズ             | ダンテ・ロザリオ             | TE         | オレゴン大学                   |
| 156      | ピッツバーグ・スティーラーズ       | キャメロン・スティーブンソン | OG         | ラトガース大学                 |
| 157      | グリーンベイ・パッカーズ           | デビッド・クラウニー         | WR         | バージニア工科大学             |
| 158      | デトロイト・ライオンズ             | ジョニー・ボールドウィン     | LB         | アラバマA&M大学                |
| 159      | フィラデルフィア・イーグルス       | C・J・ガディス               | CB         | クレムソン大学                 |
| 160      | カンザスシティ・チーフス           | ジャスティン・メドロック     | K          | UCLA                           |
| 161      | シアトル・シーホークス             | ウィル・ヘリング             | LB         | オーバーン大学                 |
| 162      | フィラデルフィア・イーグルス       | ブレント・セレック           | TE         | シンシナティ大学               |
| 163      | ヒューストン・テキサンズ           | ブランドン・フライ           | OT         | バージニア工科大学             |
| 164      | カロライナ・パンサーズ             | ティム・ショウ               | LB         | ペンシルベニア州立大学         |
| 165      | オークランド・レイダース           | エリック・フランプトン       | S          | ワシントン州立大学             |
| 166      | ジャクソンビル・ジャガーズ         | デレック・ランドリ           | DT         | ノートルダム大学               |
| 167      | シカゴ・ベアーズ                   | ケビン・ペイン               | S          | ルイジアナ大学モンロー校       |
| 168      | シカゴ・ベアーズ                   | コーリー・グレアム           | CB         | ニューハンプシャー大学         |
| 169      | インディアナポリス・コルツ         | ロイ・ホール                 | WR         | オハイオ州立大学               |
| 170*     | ピッツバーグ・スティーラーズ       | ウィリアム・ゲイ             | CB         | ルイビル大学                   |
| 171*     | ニューイングランド・ペイトリオッツ | クリント・オールデンバーグ   | OT         | コロラド州立大学               |
| 172*     | サンディエゴ・チャージャーズ       | レジェドゥ・ナアニー         | WR         | ボイシ州立大学                 |
| 173*     | インディアナポリス・コルツ         | マイケル・コー               | CB         | アラバマ州立大学               |
| 174*     | ボルチモア・レイブンズ             | トロイ・スミス               | QB         | オハイオ州立大学               |

### 6巡指名選手
| 指名順位 | チーム                             | 選手名                     | ポジション | 出身大学                       |
| 175      | オークランド・レイダース           | オレン・オニール           | FB         | アーカンソー州立大学           |
| 176      | ミネソタ・バイキングス             | ルーファス・アレクサンダー | LB         | オクラホマ大学                 |
| 177      | ニューヨーク・ジェッツ             | ジェイコブ・ベンダー       | OT         | Ⅱコルス州立大学                |
| 178      | ダラス・カウボーイズ               | ニック・フォーク           | K          | アリゾナ大学                   |
| 179      | ワシントン・レッドスキンズ         | H・B・ブレイズ             | LB         | ピッツバーグ大学               |
| 180      | ニューイングランド・ペイトリオッツ | ジャスティン・ロジャース   | DE         | SMU                            |
| 181      | マイアミ・ドルフィンズ             | レーガン・マウイア         | FB         | ハワイ大学                     |
| 182      | タンパベイ・バッカニアーズ         | アダム・ヘイワード         | LB         | ポートランド州立大学           |
| 183      | ヒューストン・テキサンズ           | ケイシー・スタッダード     | OG         | テキサス大学                   |
| 184      | バッファロー・ビルズ               | ジョン・ウェンドリング     | FS         | ワイオミング大学               |
| 185      | アトランタ・ファルコンズ           | トリー・ルイス             | DT         | ウォッシュバーン大学           |
| 186      | サンフランシスコ・49ers            | トーマス・クレイトン       | RB         | カンザス州立大学               |
| 187      | シンシナティ・ベンガルズ           | マット・トエアイナ         | DT         | オレゴン大学                   |
| 188      | テネシー・タイタンズ               | ジョエル・フィラニ         | WR         | テキサス工科大学               |
| 189      | ニューヨーク・ジャイアンツ         | アダム・コーツ             | OT         | オレゴン州立大学               |
| 190      | セントルイス・ラムズ               | ケン・シャックルフォード   | OT         | ジョージア大学                 |
| 191      | グリーンベイ・パッカーズ           | コーリー・ホール           | LB         | ボイシ州立大学                 |
| 192      | グリーンベイ・パッカーズ           | デズモンド・ビショップ     | LB         | カリフォルニア大学             |
| 193      | グリーンベイ・パッカーズ           | メイソン・クロスビー       | K          | コロラド大学                   |
| 194      | アトランタ・ファルコンズ           | デビッド・アイアンズ       | CB         | オーバーン大学                 |
| 195      | ダラス・カウボーイズ               | ディオン・アンダーソン     | FB         | コネチカット大学               |
| 196      | カンザスシティ・チーフス           | ハーバート・テイラー       | OT         | TCU                            |
| 197      | シアトル・シーホークス             | コートニー・テイラー       | WR         | オーバーン大学                 |
| 198      | アトランタ・ファルコンズ           | ダグ・ダティッシュ         | C          | オハイオ州立大学               |
| 199      | マイアミ・ドルフィンズ             | ドリュー・モルミノ         | C          | 中央ミシガン大学               |
| 200      | クリーブランド・ブラウンズ         | メリラ・パーセル           | DE         | ハワイ大学                     |
| 201      | フィラデルフィア・イーグルス       | ラシャド・バークスデイル   | CB         | アルバニー大学                 |
| 202      | ニューイングランド・ペイトリオッツ | マイク・リチャードソン     | CB         | ノートルダム大学               |
| 203      | アトランタ・ファルコンズ           | ダレン・ストーン           | S          | メイン大学                     |
| 204      | テネシー・タイタンズ               | ジェイコブ・フォード       | DE         | アーカンソー中央大学           |
| 205      | ワシントン・レッドスキンズ         | ジョーダン・パーマー       | QB         | テキサス大学エルパソ校         |
| 206      | テネシー・タイタンズ               | ライアン・スミス           | CB         | フロリダ大学                   |
| 207*     | ボルチモア・レイブンズ             | プレスコット・バージェス   | LB         | ミシガン大学                   |
| 208*     | ニューイングランド・ペイトリオッツ | ジャスティス・ヘアストン   | RB         | セントラルコネチカット州立大学 |
| 209*     | ニューイングランド・ペイトリオッツ | コーリー・ヒリャード       | OT         | オクラホマ州立大学             |
| 210*     | シアトル・シーホークス             | ジョーダン・ケント         | WR         | オレゴン大学                   |

### 7巡指名選手
| 指名順位 | チーム                             | 選手名                     | ポジション | 出身大学                               |
| 211      | ニューイングランド・ペイトリオッツ | オスカー・ルア             | LB         | USC                                    |
| 212      | ダラス・カウボーイズ               | コートニー・ブラウン       | CB         | カリフォルニアポリテクニック州立大学   |
| 213      | クリーブランド・ブラウンズ         | チェイス・ピットマン       | DE         | LSU                                    |
| 214      | タンパベイ・バッカニアーズ         | クリス・デンマン           | OT         | フレズノ州立大学                       |
| 215      | アリゾナ・カージナルス             | ベン・パトリック           | TE         | デラウェア大学                         |
| 216      | ワシントン・レッドスキンズ         | タイラー・エッカー         | TE         | ミシガン大学                           |
| 217      | ミネソタ・バイキングス             | タイラー・シグペン         | QB         | コースタルカロライナ大学               |
| 218      | ヒューストン・テキサンズ           | ザック・ダイルズ           | LB         | カンザス州立大学                       |
| 219      | マイアミ・ドルフィンズ             | ケルビン・スミス           | LB         | シラキュース大学                       |
| 220      | ニューオーリンズ・セインツ         | マービン・ミッチェル       | LB         | テネシー大学                           |
| 221      | シカゴ・ベアーズ                   | トルメイン・マクブライド   | CB         | ミシシッピ大学                         |
| 222      | バッファロー・ビルズ               | デレック・ショーマン       | TE         | ボイシ州立大学                         |
| 223      | テネシー・タイタンズ               | マイク・オットー           | OT         | パデュー大学                           |
| 224      | ニューヨーク・ジャイアンツ         | マイケル・ジョンソン       | S          | アリゾナ大学                           |
| 225      | マイアミ・ドルフィンズ             | ブランドン・フィールズ     | P          | ミシガン州立大学                       |
| 226      | カロライナ・パンサーズ             | C・J・ウィルソン           | CB         | ベイラー大学                           |
| 227      | ピッツバーグ・スティーラーズ       | ダラス・ベイカー           | WR         | フロリダ大学                           |
| 228      | グリーンベイ・パッカーズ           | デショーン・ウィン         | RB         | フロリダ大学                           |
| 229      | ジャクソンビル・ジャガーズ         | ジョン・ブロザード         | WR         | サンノゼ州立大学                       |
| 230      | シンシナティ・ベンガルズ           | ダン・サントゥッチ         | OG         | ノートルダム大学                       |
| 231      | カンザスシティ・チーフス           | マイケル・アラン           | TE         | ウィットワース大学                     |
| 232      | シアトル・シーホークス             | スティーブ・バロス         | OG         | ウェイクフォレスト大学                 |
| 233      | ミネソタ・バイキングス             | チャンドラー・ウィリアムズ | WR         | フロリダ国際大学                       |
| 234      | クリーブランド・ブラウンズ         | シンドリック・ステップトー | WR         | アリゾナ大学                           |
| 235      | ニューヨーク・ジェッツ             | チャンシ・スタッキー       | WR         | クレムソン大学                         |
| 236      | フィラデルフィア・イーグルス       | ネイト・イラオア           | RB         | ハワイ大学                             |
| 237      | ダラス・カウボーイズ               | アラン・ボール             | CB         | イリノイ大学                           |
| 238      | マイアミ・ドルフィンズ             | エイブラハム・ライト       | DE         | コロラド大学                           |
| 239      | バッファロー・ビルズ               | C・J・アーユー             | DE         | オクラホマ大学                         |
| 240      | サンディエゴ・チャージャーズ       | ブランドン・サイラー       | LB         | フロリダ大学                           |
| 241      | シカゴ・ベアーズ                   | アーロン・ブラント         | OT         | アイオワ州立大学                       |
| 242      | インディアナポリス・コルツ         | ケユンタ・ドーソン         | LB         | テキサス工科大学                       |
| 243*     | グリーンベイ・パッカーズ           | クラーク・ハリス           | TE         | ラトガース大学                         |
| 244*     | アトランタ・ファルコンズ           | ジェイソン・スネリング     | FB         | バージニア大学                         |
| 245*     | タンパベイ・バッカニアーズ         | マーカス・ハミルトン       | CB         | バージニア大学                         |
| 246*     | タンパベイ・バッカニアーズ         | ケネス・ダービー           | RB         | アラバマ大学                           |
| 247*     | ニューイングランド・ペイトリオッツ | マイク・エルギン           | C          | アイオワ大学                           |
| 248*     | セントルイス・ラムズ               | キース・ジャクソン         | DT         | アーカンソー大学                       |
| 249*     | セントルイス・ラムズ               | デレック・スタンリー       | WR         | ウィスコンシン大学ホワイトウォーター校 |
| 250*     | ニューヨーク・ジャイアンツ         | アーマド・ブラッドショー   | RB         | マーシャル大学                         |
| 251*     | ジャクソンビル・ジャガーズ         | チャド・カン               | LB         | エロン大学                             |
| 252*     | ジャクソンビル・ジャガーズ         | アンドリュー・キャマハン   | OT         | アリゾナ州立大学                       |
| 253*     | シンシナティ・ベンガルズ           | チネダム・ドゥクウェ       | S          | ノートルダム大学                       |
| 254*     | オークランド・レイダース           | ジョナサン・ホーランド     | WR         | ルイジアナ工科大学                     |
| 255*     | デトロイト・ライオンズ             | ラムジー・ロビンソン       | CB         | アラバマ大学                           |

### ドラフト外入団の主な選手
| チーム                       | 選手名                       | ポジション | 出身大学                   |
| アリゾナ・カージナルス       | ライル・センドライン         | C          | テキサス大学               |
| アトランタ・ファルコンズ     | エリック・ウィームス         | WR         | ベスーン・クックマン大学   |
| ダラス・カウボーイズ         | マット・ムーア               | QB         | オレゴン州立大学           |
| デンバー・ブロンコス         | セルビン・ヤング             | RB         | テキサス大学               |
| グリーンベイ・パッカーズ     | ダニエル・ムアー             | DT         | ケント州立大学             |
| インディアナポリス・コルツ   | メルビン・ブリット           | S          | テキサスA&M大学            |
| インディアナポリス・コルツ   | ギホン・ロビンソン           | TE         | ミズーリウェスタン州立大学 |
| ミネソタ・バイキングス       | カイル・クック               | C          | ミシガン州立大学           |
| ニューオーリンズ・セインツ   | タイラー・パルコ             | QB         | ピッツバーグ大学           |
| ニューオーリンズ・セインツ   | ピエール・トーマス           | RB         | イリノイ大学               |
| ニューヨーク・ジェッツ       | マイク・デビト               | DE         | メイン大学                 |
| フィラデルフィア・イーグルス | アキーム・ジョーダン         | LB         | ジェームズマディソン大学   |
| フィラデルフィア・イーグルス | サブ・ロッカ                 | P          |                            |
| ピッツバーグ・スティーラーズ | ダーネル・ステイプルトン     | OG         | ラトガース大学             |
| セントルイス・ラムズ         | クイントン・カルバーソン     | LB         | ミシシッピ州立大学         |
| サンディエゴ・チャージャーズ | アントワン・アップルホワイト | DE         | サンディエゴ州立大学       |
| サンディエゴ・チャージャーズ | ジャイルズ・タッカー         | LB         | ウェイクフォレスト大学     |
| サンディエゴ・チャージャーズ | ニック・ローチ               | LB         | ノースウェスタン大学       |
| シアトル・シーホークス       | マット・オバートン           | DE         | ウェスタンワシントン大学   |
| テネシー・タイタンズ         | DJ・ウェア                   | RB         | ジョージア大学             |
| ワシントン・レッドスキンズ   | ステファン・ヘイアー         | OT         | メリーランド大学           |
| ワシントン・レッドスキンズ   | バイロン・ウェストブルック   | CB         | ソールズベリー大学         |